# Vệ Vũ công
Vệ Vũ công (chữ Hán: 衞武公; 854 TCN-758 TCN), tên thật là Cơ Hòa (姬和), là vị vua thứ 11 của nước Vệ – chư hầu nhà Chu trong lịch sử Trung Quốc.

## Sự nghiệp
Vệ Vũ công là con thứ của Vệ Ly hầu – vua thứ 9 nước Vệ và là em của Vệ Cung bá – vua thứ 10 nước Vệ. Năm 813 TCN, Ly hầu mất, vua anh Cung bá lên ngôi.
Cơ Hòa được Vệ Ly hầu sủng ái và cho nhiều tài vật,Cơ Hòa dùng tài vật mua chuộc võ sĩ. Khi tang cha còn chưa hết, Cơ Hòa phát động binh biến , vua anh Cung bá phải tự sát tại chỗ quàn thi hài vua cha. Cơ Hòa lên ngôi, tức là Vệ Vũ công.
Cơ Hòa thực thi chính sách của Vệ Khang Thúc khiến trong nước được yên ổn.
Năm 771 TCN, quân Khuyển Nhung tiến đánh Cảo Kinh của nhà Chu, giết chết Chu U Vương. Cơ Hòa mang quân cùng Tần Tương công và Tấn Văn hầu cứu nhà Chu, đánh đuổi quân Khuyển Nhung, lập thái tử Nghi Cữu lên ngôi, tức là Chu Bình Vương. Do công lao giúp nhà Chu, ông được thăng lên tước công. Từ đó Vệ trở thành công quốc.
Năm 758 TCN, Vệ Vũ công mất. Ông làm vua được 55 năm. Con ông là Cơ Dương lên nối ngôi, tức là Vệ Trang công.

## Trong Đông Chu liệt quốc
Vệ Vũ công xuất hiện tại hồi 3, tiểu thuyết Đông Chu liệt quốc của Phùng Mộng Long. Ông có công đánh quân Khuyển Nhung, lập thái tử Nghi Cữu. Lúc đó ông đã ở tuổi 90. Sau đó, ông còn can ngăn Chu Bình Vương không nên thiên đô sang Lạc Ấp nhưng vua nhà Chu không nghe theo.

## Gia quyến
- Tổ phụ Vệ Khoảnh hầu
- Phụ thân Vệ Ly hầu
- Huynh trưởng Vệ Cung bá
- Con trai

1. Vệ Trang công Cơ Dương
2. Huệ Tôn thủy tổ họ Tôn (孫)
3. Quý Vỉ